# Máximo III de Jerusalém
Máximo III de Jerusalém foi um santo e bispo de Jerusalém entre aproximadamente 333 d.C. até a sua morte, em 348 d.C. Ele foi o terceiro bispo da cidade com este nome, os anteriores sendo personagens muito mais obscuros, com episcopados no século II.

## Vida e obras
Durante uma das perseguições em seu tempo, ele foi torturado e, por isso, se tornou confessor, emboras as fontes modernas não concordem sobre se isto aconteceu durante o imperador romano Galério Maximiano ou durante o reinado dos co-imperadores Diocleciano e Maximiano. Ele era um padre em Jerusalém e, diz Sozomeno, era tão popular entre o povo por conta de seu bom caráter e por ser um confessor que quando São Macário tentou apontá-lo como bispo de Lida (também conhecida como Dióspolis), a população insistiu para que le ficasse em Jerusalém. Com a morte de Macário, Máximo se tornou bispo da cidade e estava presente, em 335, no Primeiro Sínodo de Tiro, subscrevendo ali a condenação de Atanásio de Alexandria (ele alega ter sido enganado, segundo Sócrates Escolástico).
Com o retorno de Atanásio do exílio, por volta de 346 d.C., Máximo convocou um sínodo local em Jerusalém, reunindo dezesseis bispos palestinos que então receberam de volta o bispo exilado. Sócrates Escolástico relata que Máximo "restaurou a comunhão e o estatuto" a Atanásio, com este recebendo o apoio que precisava contra os arianos e Máximo avançando o plano dos bispos de Jerusalém de fazer com que sua sé fosse igual em status com a sé metropolitana de Cesareia Marítima (a qual era subordinada), algo que viria a acontecer em 451 d.C., no Concílio de Calcedônia. Sozomeno transcreve a epístola que o concílio enviou em apoio a Atanásio.
O sucessor de Máximo na sé de Jerusalém foi também um santo, São Cirilo, embora não seja claro o processo. Sozomeno e Sócrates dizem que Máximo foi deposto em favor de Cirilo por Acácio de Cesareia e Patrófilo de Citópolis, ambos arianos. Teodoreto não inclui esta história no seu relato, mas concorda que Máximo pretendia ter um outro sucessor. Jerônimo de Estridão diz que o sucessor pretendido de Máximo era Heráclio, a quem ele teria nomeado no leito de morte, e que Acácio e Cirilo o depuseram em favor deste. Seja como for a sucessão, Cirilo e Acácio se tornariam amargos inimigos durante os próximos anos, discordando tanto na controvérsia ariana quanto nos termos de precedência de cada uma de suas sés.
A Igreja Católica comemora a sua festa em 5 de maio, enquanto que a Igreja Ortodoxa o faz em 9 de maio